# 克拉西利夫卡 (沃倫斯基新城區)
50°40′39″N 27°26′15″E / 50.67750°N 27.43750°E
克拉西利夫卡（烏克蘭語：Красилівка），是烏克蘭北部的村莊，隸屬日托米爾州的茲維亞赫爾區。該村始建於1745年，面積2.77平方公里，海拔高度196米，2001年人口528，人口密度每平方公里190.48人。